# 兰陵笑笑生
兰陵笑笑生，明代文学家，四大奇書中的章回小說《金瓶梅》作者的筆名，蘭陵是古地名，有北兰陵（在山东省境）南兰陵（在江苏省境）之分，且書中大量運用山東口語，作者有可能是山東人，或通曉山東環境。兰陵笑笑生真實作者之考証，至今猶為中國文學史界的未解之謎。

## 考證說法
目前的材料要确定作者确切身份还为时过早，不过现在多数的学者认为，从《金瓶梅》本身内容来看，市井人物塑造的最出色，而上层人物则描写单板，且作品中作者自己写的诗词大多不合规范，作者很可能是一位出身寒門的下层文人，而非沈德符說的“大名士”。

### 五大說
蘭陵笑笑生真實身份至今尚在爭議中，迄今已提出六十多位候選人，其中較有可信度的有：黃霖的“屠隆說”，卜鍵的“李開先說”，魯歌、馬征的“王穉登說”，許建平、霍現俊的“王世貞說”，潘承玉的“徐渭說”等，被稱為五大說。

#### 王世貞說
由於「兰陵笑笑生」僅為筆名、化名，至今尚未發現其他直接証據，可証明此人本名為誰，明沈德符《萬曆野獲編》則說是“嘉靖間大名士手筆。”以前最普遍的說法是王世貞，清代顧公燮、李慈銘、梁章鉅等學者也認為《金瓶梅》作者應是王世貞。鲁迅持反對意見，他在《〈中国小说史略〉日本译本序》中指出：“《金瓶梅词话》被发见于北平，为通行至今的同书的祖本，文章虽比现行本粗率，对话却全用山东的方言所写，确切的证明了这决非江苏人王世贞所作的书。”吴晗也考证认为作者不可能是王世贞。
傳說，王世貞出任山东承宣布政使司副使期間，其父王忬因不肯交出珍藏的清明上河圖，被嚴嵩子嚴世蕃冤殺，而嚴世蕃好讀奇書，王世貞乃著《金瓶梅》，書裡寫了很多淫穢的內容，看的人愛不釋手，又在書角蘸以砒霜毒液，然後將書賣給嚴世蕃，嚴世蕃嗜讀此書，不停以手在嘴上沾點唾液再翻頁，讀完此書，遂毒發身亡。這個傳言並不可靠，魯迅認為過於牽強附會：“后人之主張此說，并且以苦孝說冠其首，也無非是想減輕社會上的攻擊手段，并不是確有王世貞所作的憑據”。
許建平《金學考論》與霍現俊《〈金瓶梅〉發微》再次認定是王世貞作，許建平認為“21世紀《金瓶梅》研究應從王世貞研究作為新的突破口和起點”。

#### 屠隆說
黄霖首倡。他认为“屠隆从宁波至京师，一生游历四方，深知商业内幕和市井风情，又从京官沦为乞丐度日，对人生和人心有着透彻了解，因而才能写出这样一部小说。”黄霖和魏子云亦指出，《金瓶梅》第五十六回《哀头巾诗》《祭头巾文》出自《开卷一笑》，屠家最先是从常州迁徙至现在的宁波，常州当时又被称为兰陵，在《开卷一笑》中得知屠隆号笑笑先生，所以兰陵笑笑生就是屠隆。郑闰同样认同该说法，并考证作序的欣欣子即为屠隆族孙屠本畯。

#### 李開先說
出自中国社会科学院文学研究所《中国文学史》1962年版的一条脚注，并不是完全肯定。该脚注或为吴晓铃所加，吴晓铃亦为李開先說的支持者。徐朔方亦主张李开先是《金瓶梅》的写定者。日本汉学家日下翠支持此说，并提出四点新见。卜键在南京发现《李氏族谱》，著成《金瓶梅作者李开先考》一书，集此说为大成。

#### 王穉登說
鲁歌、马征首次提出该说法，并提出十二条证据。

#### 徐渭說
明袁中道《游居柿录》最先提出，英国翻译家亞瑟·偉利在英译本《金瓶梅》的导言中提及，潘承玉对此进行較全面的论证。

### 「他」說
除五大說之外、還有：賈三近、湯顯祖、馮夢龍、李先芳、沈德符、李漁、趙南星、盧楠、李贄、馮惟敏、謝榛、賈夢龍、薛應旗、臧晉叔、金聖嘆、田藝蘅、王採、唐寅、李攀龍、蕭鳴鳳、胡忠、丁纯、丁惟寧、丘坦等人。

## 註解
1. ↑  即《山中一夕话》。
2. ↑  1979年重印时把这句话删除。